# Rigodium tamarix
Rigodium tamarix là một loài rêu trong họ Rigodiaceae. Loài này được Müll. Hal. mô tả khoa học đầu tiên năm 1897.